# Johan Martin Ferner
Johan Martin Ferner (nacido Johan Martin Jacobsen; Asker, Noruega, 22 de julio de 1927 - Oslo, Noruega, 24 de enero de 2015) fue el esposo de la princesa Astrid de Noruega, aunque ya era conocido por ser marino y medallista olímpico.

## Biografía
Johan Martin Ferner fue hijo del sastre Ferner Jacobsen, propietario de unos grandes almacenes, y de su esposa, Ragnhild Olsen. Con el tiempo, él y algunos de sus hermanos adoptaron el nombre de pila de su padre como apellido.
Fue propietario junto a su hermano Finn Christian, de los grandes almacenes de su padre en Oslo, Ferner Jacobsen AS, dedicados al sector de la confección. También estuvo trabajando en los conocidos almacenes Harrods de Londres.
Ganó la medalla de plata de Vela (Clase - 6 metros), a bordo de la embarcación Elisabeth X en los Juegos Olímpicos de Helsinki 1952, junto a su hermano Finn Christian Ferner, Erik Heiberg, Tor Arneberg y Carl Mortensen, quienes también formaban parte de la tripulación.
Contrajo matrimonio por primera vez, con la artista Ingeborg Hesselberg-Meyer (1931-1997), el 20 de enero de 1953, pero se divorciaron en 1956 sin dejar descendencia. Posteriormente, Ingeborg se casó con el periodista Bernhard Rostad. Tuvieron tres hijos, entre ellos el director de cine y escritor Arne B. Rostad.
Johan, se casó por segunda vez con la princesa Astrid de Noruega el 12 de enero de 1961, en la iglesia de Asker. Desde entonces, a su esposa se le cambió el tratamiento de Su Alteza Real por el de Su Alteza la princesa Astrid, señora Ferner. De este matrimonio nacieron:
- Cathrine Ferner (nacida el 22 de julio de 1962 en Oslo), casada el 9 de diciembre de 1989 en Oslo con Arild Johansen (Oslo, 18 de junio de 1961). Tienen dos hijos: Sebastian Ferner Johansen (Oslo, [9 de marzo de 1990) y Madeleine Ferner Johansen (Oslo, 7 de marzo de 1993).

- Benedikte Ferner (Oslo, 27 de septiembre de 1963), casada por primera vez el 30 de abril de 1994 en Oslo (divorciada en 1998) de Rolf Woods (Oslo, 17 de junio de 1963). La pareja no tuvo hijos. Se casó en segundas nupcias con Mons Einar Stange (Oslo, 26 de mayo de 1962), el 2 de diciembre de 2000 (separados en 2002). Sin descendencia.

- Alexander Ferner (Oslo, 15 de marzo de 1965), casado el 27 de julio de 1996 en la capilla de Holmenkollen, en las afueras de Oslo, con Margrét Gudmundsdóttir (Reikiavik, 27 de marzo de 1966). Tienen dos hijos: Edward Ferner (Bærum, 28 de marzo de 1996) y Stella Ferner (Bærum, 23 de abril de 1998).

- Elisabeth Ferner (Oslo, 30 de marzo de 1969), casada el 3 de octubre de 1992 en Oslo con Tom Folke Beckmann (Oslo, 14 de enero de 1963). Tienen un solo hijo, Benjamin Ferner Beckmann (Oslo, 25 de abril de 1999 en Oslo).

- Carl-Christian Ferner (Oslo, 23 de octubre de 1972). Soltero y sin descendencia. Trabaja para el negocio familiar, Ferner Jacobsen AS.[7] También formó parte de la tripulación del velero «Astra», un regalo del rey Haakon a las princesas Astrid y Ragnhild.[8]

Johan Martin y la princesa Astrid residían en Nordmarka, Oslo.
Falleció en el Rikshospitalet de Oslo (Hospital del Reino de Oslo).

## Distinciones honoríficas

### Distinciones honoríficas noruegas
- Medalla Conmemorativa del Centenario del Rey Haakon VII (03/08/1972).
- Medalla Conmemorativa del Jubileo de Plata del Rey Olaf V (21/09/1982).
- Medalla Conmemorativa del Centenario del Rey Olaf V (02/07/2003).
- Medalla Conmemorativa del Centenario de la Casa Real Noruega (18/11/2005).
- Comendador de la Orden de San Olaf (10/02/2011).[9]

### Distinciones honoríficas extranjeras
- Caballero Gran Cruz de la Orden Nacional del Mérito (República Francesa, 14/05/1984).

## Ancestros
|  |                             |  |  |  |  |  |  |  |  |  |  |  |  |  |  |  |
|  | 16. Knud Jacobsen           |  |  |  |  |  |  |  |  |  |  |  |  |  |  |  |
|  |                             |  |  |  |  |  |  |  |  |  |  |  |  |  |  |  |
|  |                             |  |  |  |  |  |  |  |  |  |  |  |  |  |  |  |
|  | 8. Jacob Andreas Knudsen    |  |  |  |  |  |  |  |  |  |  |  |  |  |  |  |
|  |                             |  |  |  |  |  |  |  |  |  |  |  |  |  |  |  |
|  |                             |  |  |  |  |  |  |  |  |  |  |  |  |  |  |  |
|  | 17. Ingeborg Anstensdatter  |  |  |  |  |  |  |  |  |  |  |  |  |  |  |  |
|  |                             |  |  |  |  |  |  |  |  |  |  |  |  |  |  |  |
|  |                             |  |  |  |  |  |  |  |  |  |  |  |  |  |  |  |
|  | 4. Johan Martin Jacobsen    |  |  |  |  |  |  |  |  |  |  |  |  |  |  |  |
|  |                             |  |  |  |  |  |  |  |  |  |  |  |  |  |  |  |
|  |                             |  |  |  |  |  |  |  |  |  |  |  |  |  |  |  |
|  | 18. Erich Jenssen           |  |  |  |  |  |  |  |  |  |  |  |  |  |  |  |
|  |                             |  |  |  |  |  |  |  |  |  |  |  |  |  |  |  |
|  |                             |  |  |  |  |  |  |  |  |  |  |  |  |  |  |  |
|  | 9. Maren Erichsdatter       |  |  |  |  |  |  |  |  |  |  |  |  |  |  |  |
|  |                             |  |  |  |  |  |  |  |  |  |  |  |  |  |  |  |
|  |                             |  |  |  |  |  |  |  |  |  |  |  |  |  |  |  |
|  | 19. Todne Evensdatter       |  |  |  |  |  |  |  |  |  |  |  |  |  |  |  |
|  |                             |  |  |  |  |  |  |  |  |  |  |  |  |  |  |  |
|  |                             |  |  |  |  |  |  |  |  |  |  |  |  |  |  |  |
|  | 2. Ferner Jacobsen          |  |  |  |  |  |  |  |  |  |  |  |  |  |  |  |
|  |                             |  |  |  |  |  |  |  |  |  |  |  |  |  |  |  |
|  |                             |  |  |  |  |  |  |  |  |  |  |  |  |  |  |  |
|  | 20. Mathis Thorsen          |  |  |  |  |  |  |  |  |  |  |  |  |  |  |  |
|  |                             |  |  |  |  |  |  |  |  |  |  |  |  |  |  |  |
|  |                             |  |  |  |  |  |  |  |  |  |  |  |  |  |  |  |
|  | 10. Thor Henrik Mathisen    |  |  |  |  |  |  |  |  |  |  |  |  |  |  |  |
|  |                             |  |  |  |  |  |  |  |  |  |  |  |  |  |  |  |
|  |                             |  |  |  |  |  |  |  |  |  |  |  |  |  |  |  |
|  | 21. Elisabet Henriksdatter  |  |  |  |  |  |  |  |  |  |  |  |  |  |  |  |
|  |                             |  |  |  |  |  |  |  |  |  |  |  |  |  |  |  |
|  |                             |  |  |  |  |  |  |  |  |  |  |  |  |  |  |  |
|  | 5. Inger Lovise Thorsdatter |  |  |  |  |  |  |  |  |  |  |  |  |  |  |  |
|  |                             |  |  |  |  |  |  |  |  |  |  |  |  |  |  |  |
|  |                             |  |  |  |  |  |  |  |  |  |  |  |  |  |  |  |
|  | 22. Anders N.               |  |  |  |  |  |  |  |  |  |  |  |  |  |  |  |
|  |                             |  |  |  |  |  |  |  |  |  |  |  |  |  |  |  |
|  |                             |  |  |  |  |  |  |  |  |  |  |  |  |  |  |  |
|  | 11. Pernille Andersdatter   |  |  |  |  |  |  |  |  |  |  |  |  |  |  |  |
|  |                             |  |  |  |  |  |  |  |  |  |  |  |  |  |  |  |
|  |                             |  |  |  |  |  |  |  |  |  |  |  |  |  |  |  |
|  | 1. Johan Martin Ferner      |  |  |  |  |  |  |  |  |  |  |  |  |  |  |  |
|  |                             |  |  |  |  |  |  |  |  |  |  |  |  |  |  |  |
|  |                             |  |  |  |  |  |  |  |  |  |  |  |  |  |  |  |
|  | 6. Ole N.                   |  |  |  |  |  |  |  |  |  |  |  |  |  |  |  |
|  |                             |  |  |  |  |  |  |  |  |  |  |  |  |  |  |  |
|  |                             |  |  |  |  |  |  |  |  |  |  |  |  |  |  |  |
|  | 3. Ragnhild Olsen           |  |  |  |  |  |  |  |  |  |  |  |  |  |  |  |
|  |                             |  |  |  |  |  |  |  |  |  |  |  |  |  |  |  |
|  |                             |  |  |  |  |  |  |  |  |  |  |  |  |  |  |  |
|  | 7.                          |  |  |  |  |  |  |  |  |  |  |  |  |  |  |  |
|  |                             |  |  |  |  |  |  |  |  |  |  |  |  |  |  |  |
|  |                             |  |  |  |  |  |  |  |  |  |  |  |  |  |  |  |